# Ludwig Jacobs
Ludwig Jacobs (24 mai 1915 - 30 décembre 1943), matricule M0892559, est un pilote de la Luftwaffe appartenant à la 5./JG 2 Jagdgeschwader 2

## Biographie
Touché par un tir ami de la flak le 21 février 1943 près de Kairouan en Tunisie, il s’éjecte de son Fw 190 A-4 #469 dont le moteur est en feu. Il sera blessé.
Une victoire connue : le 15 juillet 1943, l'Adjudent-Chef Ludwig Jacobs de la 5./JG 2 abat un Supermarine Spitfire dans le secteur £ 2154 / 05 Ost: 2 000 m. (Somme) à 17h05. Sa victime est probablement le Sergent-chef Harold Odman, membre du Squadron 332 de la RAF.
Harold Odman engage le combat avec des Me 109 le 15 juillet 1943 lors d'un swoop au-dessus de la Somme. Il est tué au combat à bord du Spitfire IX - MA409. 
Nouveau combat le 16 septembre 1943 contre des Spitfires au Nord Ouest de l'Aigle, dans l'Orne. Il sera abattu et blessé.  Probablement parachuté.
Ludwig Jacobs s'écrase près de La Ferté-Milon (02) le 30 décembre 1943 à bord du Bf 109G-6 #19863. La JG2 est basée à Creil et il semble qu'il ait été touché en interceptant un raid de bombardiers Américains de retour de Ludwigshafen.
Il est enterré au cimetière militaire Allemand du Fort-de-Malmaison (France) Block 5 Reihe 19 Grab 846.

## Décorations
- EK 2
- Wound Badge
- Fighter Operational Clasp